# Cassida queenslandica
Cassida queenslandica – gatunek chrząszcza z rodziny stonkowatych i podrodziny tarczykowatych.

## Taksonomia
Gatunek ten opisany został po raz pierwszy w 2006 roku przez Lecha Borowca na łamach „Genus”. Jako lokalizację typową wskazano stację badawczą Southedge na północny zachód od Mareeby w australijskim stanie Queensland.

## Morfologia i zasięg
Chrząszcz o krótko-owalnym ciele długości od 4,3 do 4,8 mm i szerokości od 3,45 do 3,8 mm. Głowę jego cechuje wąski, płaski i gładki nadustek, płytko wykrojona warga górna i smukłe czułki o członach od pierwszego do siódmego żółtych, a pozostałych ściemniałych. Przedplecze jest żółte, eliptyczne, najszersze nieco przed środkiem, o wąsko zaokrąglonych bokach i rozpłaszczonym obrzeżeniu niepunktowanym, ze strukturami przypominającymi plaster miodu. Barwa tarczki jest żółta. Pokrywy są u podstawy wyraźnie szersze od przedplecza, boki mają gładko ku tyłowi zbieżne, kanciaste kąty barkowe ku przodowi wystające, dysk regularnie wypukły i pokryty regularnym, dość grubym punktowaniem ustawionym w podłużne rzędy, obrzeżenia zaś rozpłaszczone, umiarkowanie opadające, płytko punktowane. Ubarwienie pokryw jest żółte z parą czarnych pasków podłużnych między rzędami czwartym i siódmym, zaczynających się na guzach barkowych i kończących na spadku wierzchołkowym. Odnóża mają na stopach pazurki z wyraźnym zębem nasadowym. Spód odwłoka jest jednolicie żółty.
Owad endemiczny dla Australii, znany wyłącznie z lokalizacji typowej w Queenslandzie.